# Hyacinthaceae
Hyacinthaceae is een botanische naam voor een familie van eenzaadlobbige planten. Een familie onder deze naam wordt niet zo vaak onderscheiden door systemen voor plantentaxonomie. Zo'n familie werd wel geaccepteerd door het APG-systeem (1998), maar volgens het APG II-systeem (2003) kan deze groep ook ingevoegd worden bij de Aspergefamilie (Asparagaceae). De 23e druk van de Heukels kiest voor dit laatste. In het APG III-systeem (2009) wordt niet zo'n familie onderscheiden; de betreffende planten vormen daar de onderfamilie Scilloideae in de familie Asparagaceae. In het Cronquist-systeem (1981) werden deze planten ondergebracht bij de leliefamilie.
Het zijn over het algemeen bolgewassen, dus kruidachtig en overblijvend. Deze planten komen vooral in de Oude Wereld voor en met name in Zuid-Afrika en van de Middellandse Zee tot Centraal-Azië.

## Geslachten
De volgende geslachten worden behandeld in Wikipedia:
- Muscari, geslacht Druifhyacint
- Hyacinthus, geslacht Hyacint
- Scilla, geslacht Sterhyacint
- Ornithogalum, geslacht Vogelmelk

Alsook de soorten:
- - Bowiea volubilis
- Kuifhyacint (Muscari comosum)
- Wilde hyacint (Hyacinthoides non-scripta)
- Hyacint (Hyacinthus orientalis)
- Gewone vogelmelk (Ornithogalum unbellatum)
- Knikkende vogelmelk (Ornithogalum nutans)
- Vroege sterhyacint (Scilla bifolia) en andere Scilla-soorten